# Otaku
Az otaku (おたく/オタク) japán kifejezés, mellyel a bizonyos dolgokért (legfőképpen a mangákért és az animékért) túlzott mértékben rajongó embereket illetik.

## Eredete
Az otaku, mint kifejezés, a "másik személy háza, családja" jelentésű szóból (お宅, otaku) ered. Ezzel a jelentéstartalommal tiszteletteljes előtagként használják második személyben, tehát a jelentése voltaképpen "Ön", "Önök". Az 1982-ben vetített Macross animében Lynn Minmay ebben az értelemben használta a kifejezést.
A modern szlengben a szót már vagy kizárólag hiragana (おたく), vagy katakana (オタク, vagy ritkábban ヲタク) írásjegyekkel írják, legelterjedtebb írásmódja azonban a rómadzsi otaku. Ebben a formában az 1980-as években Nakamori Akio humorista-író terjesztette el. 1983-as sorozata, "Az Otaku vizsgálata" (『おたく』の研究 "Otaku" no Kenkjú), melyet a Manga Buricco magazinban jelentetett meg, már a kellemetlenkedő rajongókat nevezte így. Mindeközben animátorok, mint Mikimoto Haruhiko és Kavamori Sódzsi az 1970-es évek végétől kezdve szólították egymást így, a tiszteletiség jelzőjeként. Mivel azonban a rajongók is, helytelenül, gyakran használták egymás közt ezt a kifejezést, Nakamori úgy döntött, hogy ezt a jelzőt fogja rájuk aggatni.
Egy másik lehetséges forrás Arai Motoko sci-fi-író, aki a műveiben gyakran használta a kifejezést, mint megszólításhoz kapcsolódó szót, s azt később a rajongói is átvették.
1989-ben Macsijama Tomohiro megírta az "Otakuk könyvét" (おたくの本), amely végül a szubkultúra felkapottságához és a kifejezés elterjedéséhez vezetett. Ezt nagyban segítette az is, hogy szinte ugyanekkor tartóztatták le Mijazaki Cutomut, aki mint a "gyilkos otaku" volt közismert.

## Jelentése Japánban

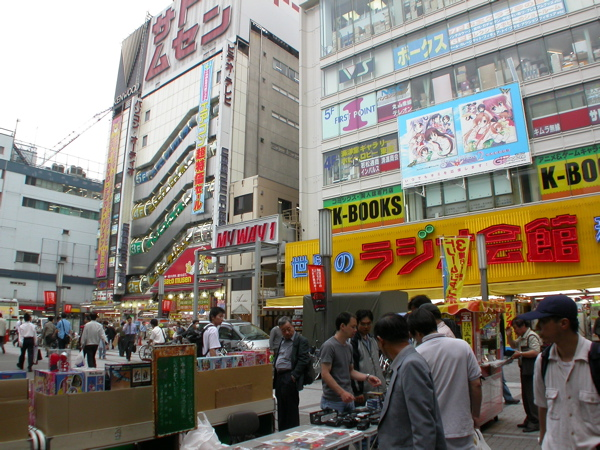
Akihabara az otakuk egyik fő találkozóhelye Japánban

A modern japán szlengben az otaku jelentése hasonlít a magyar "kocka" kifejezéshez. Gyakorlatilag bármilyen hobbihoz, érdeklődési körhöz, elfoglaltsághoz kapcsolható, férfiakra és nőkre egyformán. Ennek megfelelően vannak altípusaik, például a reki-dzso olyan női otakut jelent, akit különösen érdekel a japán történelem. A leggyakrabban azonban szinte kizárólagosan a manga és az anime rajongóit nevezik így. Japánban ennek ellenére a szónak negatív jelentéstartalma az elsődleges: a különféle dolgok iránti beteges rajongást nevezik ennek. Ide vonhatóak olyan szélsőséges esetek is, mint amikor valaki például szerelmes lesz a dakimakurájába (anime-alakot ábrázoló testpárna), Közös bennük, hogy ezek mind olyan személyek, akik részben vagy egészben elszakadtak a valóságtól, és csak hobbijuknak élnek.
A negatív jelentéstartalom ellenére az otaku-lét hatalmas üzlet Japánban. Tokió Akihabara városrésze kifejezetten az ő szórakoztatásuk céljára alakult ki.
Japánban szégyennek tartják azt, aki otaku, pejoratív kifejezésként használják.

## Jelentése külföldön
Az otaku szó Japánon kívül elsősorban a manga és az anime rajongóit jelenti, de kapcsolódik a Japán iránt rajongó emberekhez is. A kifejezés azonban itt is bír egyfajta mögöttes negatív jelentéstartalommal, és sztereotip jelleggel kategorizál.

## Negatív hatások
Bár az otakuk túlnyomó többsége ártalmatlan, legfeljebb a hobbijukat túlzásba vivő személyek, adott esetben a viselkedésük áthajolhat antiszociálisba, és egészen extrém esetek alakulhatnak ki. Ilyen például a hikikomorik tábora, akik teljes egészében bezárkózva, a társadalomtól elszigetelten élnek, legfeljebb beszűkült érdeklődésük tárgyával törődve. Néhány, a média által felkapott, beteges hajlamú bűnelkövetőt is otakunak neveztek, amely ezen egyének zárkózott, emberkerülő magatartására, valamint szokatlan érdeklődési körükre utalt.